# Turboelektrischer Antrieb

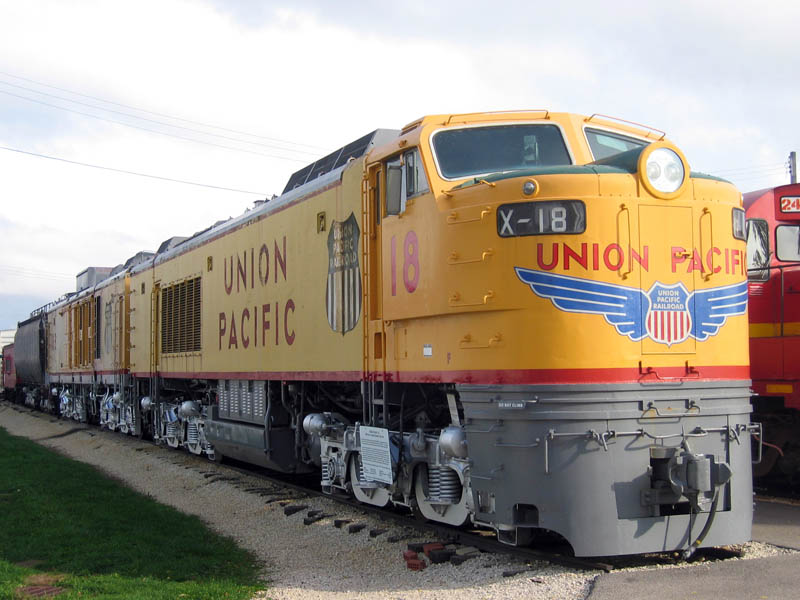
Die UP18, eine Lokomotive mit gasturboelektrischem Antrieb

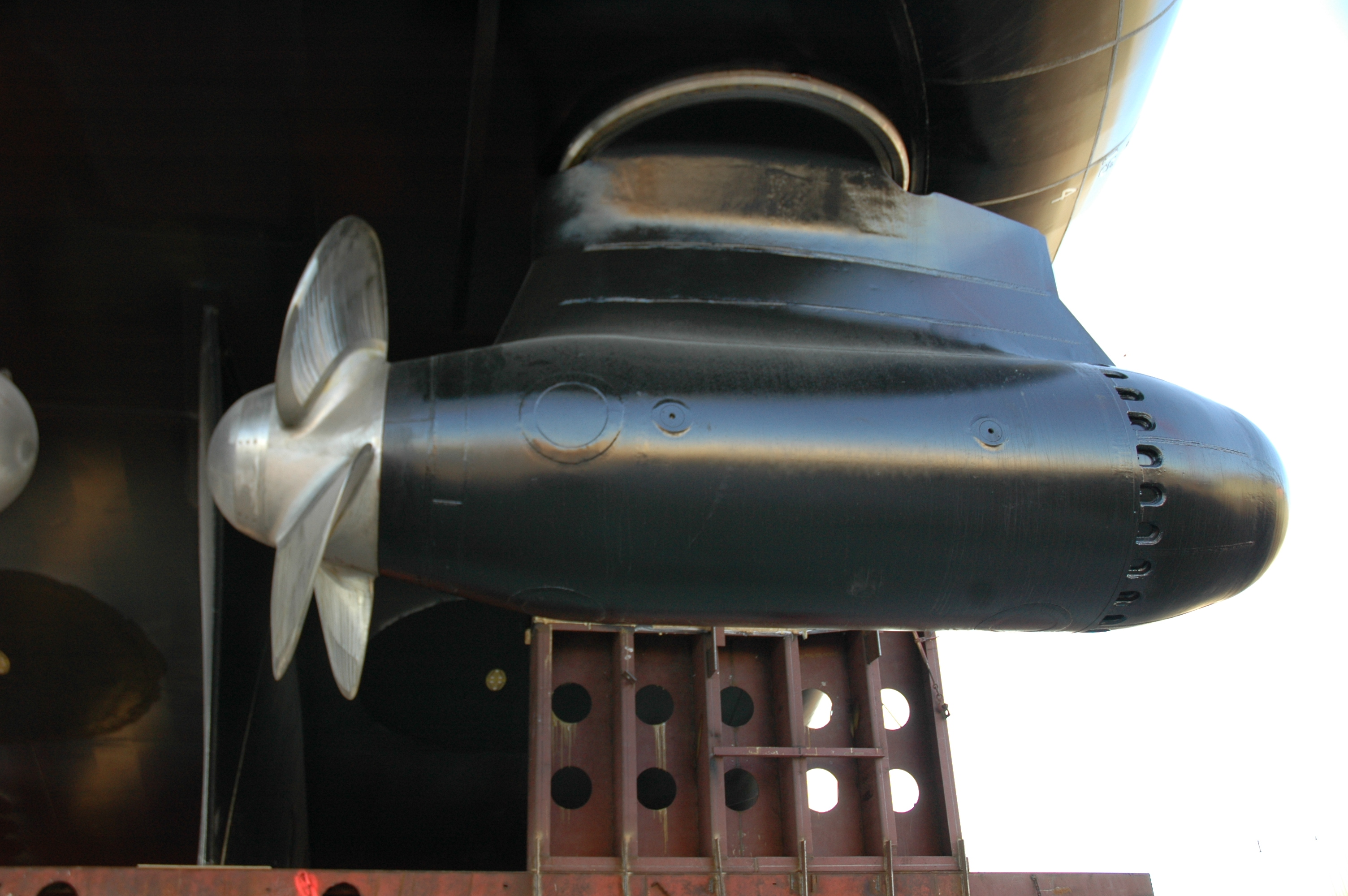
Elektrischer POD-Antrieb zur Kombination in einem diesel- oder turboelektrischen Antrieb von Schiffen

Als turboelektrischer Antrieb wird ein Antriebssystem bezeichnet, bei dem ein Elektroantrieb direkt von einem Turbogeneratorsatz, also einem Generator mit Turbinenantrieb (Gas- oder Dampfturbine), gespeist wird.

## Anwendung
Solche Antriebe werden vor allem bei geeigneten Fahrzeugen, insbesondere bei großen Schiffen, seltener auch bei stationären Maschinen eingesetzt. Zeitweise wurden auch Lokomotiven mit turboelektrischem Antrieb gebaut. Zur Anwendung kommen Dampfturbinen und Gasturbinen. Bei der funktionell ähnlichen Kombination eines dieselelektrischen Antriebs wird hingegen statt einer Turbine ein Verbrennungsmotor eingesetzt.
Von einem turboelektrischen Antrieb wird dabei aber nur gesprochen, wenn Turbosatz und Motor(en) räumlich relativ nah beieinander angeordnet sind und der Turbosatz primär der Versorgung des Antriebes dient. Steht die Turbine hingegen weit entfernt in einem Kraftwerk und speist in ein Verbundnetz, welches wiederum auch Elektromotoren versorgt, so besteht keine direkte Kopplung.
Die Umformung der Antriebsenergie über die Zwischenform der elektrischen Energie wird gewählt, da elektrische Energie einfacher zu wandeln und zu verteilen ist als mechanische Energie. Die große Turbine kann unabhängig vom Antrieb in einem Maschinenraum aufgestellt werden. Die Antriebsenergie wird ohne Getriebe, Wellen oder andere Antriebselemente auf beliebig viele Elektromotoren verteilt. Elektromotoren sind im Gegensatz zu Turbinen sehr kompakt und können lokal, direkt am Antriebsaggregat (beispielsweise als Propellergondel in Schiffen oder als Fahrmotor am Radsatz von Schienentriebfahrzeugen) angeordnet werden.
Des Weiteren hat die turboelektrische Wandlung den Vorteil, dass die Turbine unabhängig von der Geschwindigkeit des angetriebenen Fahrzeuges mit annähernd konstanter Drehzahl laufen kann. So kann der Punkt mit optimalen Strömungsverhältnissen und maximalem Wirkungsgrad eingestellt werden.
Eine Sonderform des turboelektrischen Antriebes ist der CODLAG-Antrieb, bei der ein turboelektrischer Antrieb mit einem dieselelektrischen Antrieb kombiniert wird.

## Geschichte

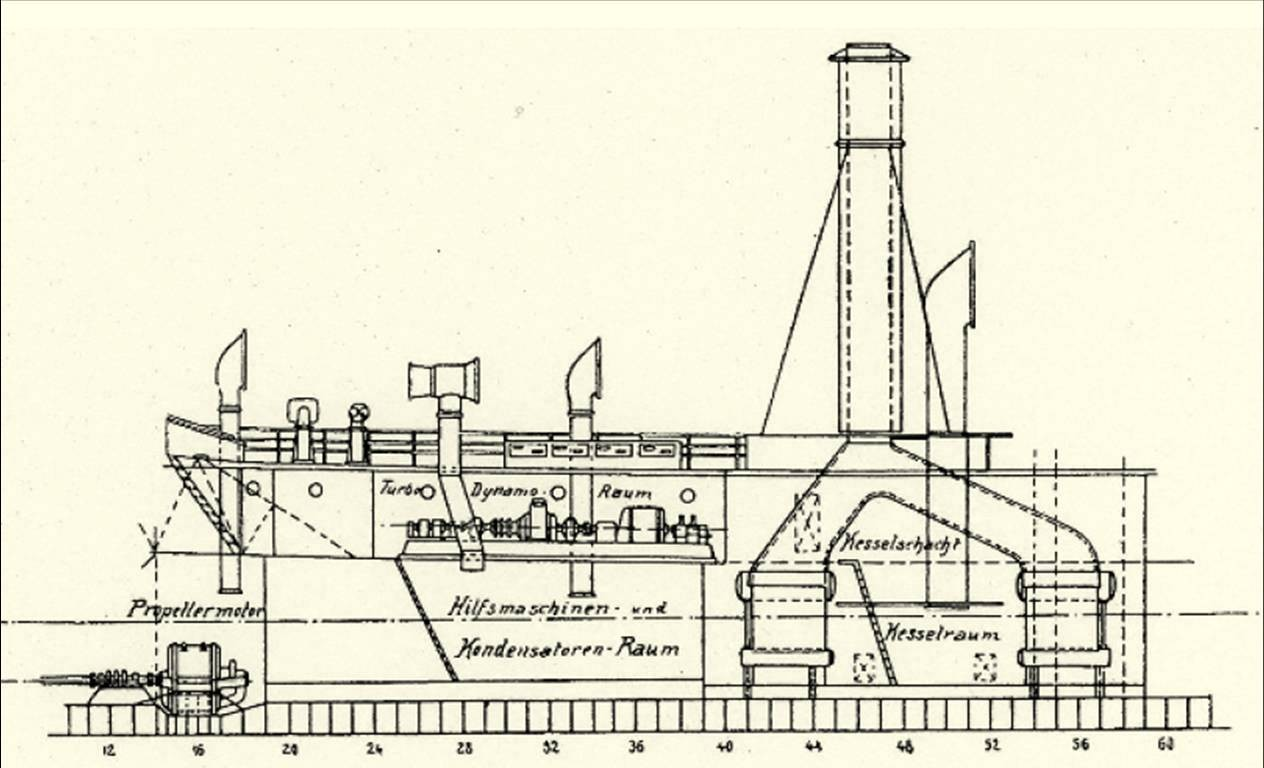
Turboelektrischer Antrieb des U-Boot-Hebeschiffes Vulkan

Rückblickend kann man feststellen, dass es im Handelsschiffbau drei – zeitlich unscharf abgegrenzte – Phasen gab, in denen die Vorteile des elektrischen Antriebes höher bewertet wurden als seine Nachteile.
Die erste turboelektrische Anlage im Schiffsbau entstand 1908 für das deutsche U-Boot-Mutterschiff VULKAN.
Dampfturbinen erfordern zur Erzielung guter Wirkungsgrade hohe Drehzahlen, Propeller dagegen große Durchmesser und niedrige Drehzahlen. Diesen Widerspruch nannte man das „Turbinenproblem“, denn bordtaugliche Getriebe gab es noch nicht, und nach dem Kriegsausbruch 1914 ruhte der Bau von Handelsschiffen mit „Triebturbinen“, wie man die Getriebeturbinen anfangs nannte. In der zweiten Phase (1920–1940) übernahmen daher der E-Generator und der E-Motor.
Die dritte Phase (1950–1970) ist gekennzeichnet von schnellen Passagierschiffen mit riesigen Antriebsleistungen aus Turbinen und Motoren, die ihre Kraft über Zahnradgetriebe auf die Propeller übertrugen.

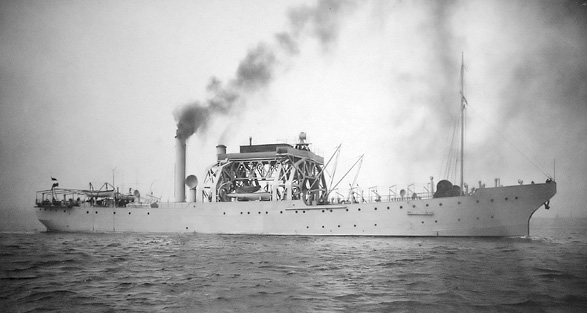
U-Boothebeschiff S.M.S „Vulkan“ Gebaut bei den Howaldtswerken in Kiel, Stapellauf 28. September 1907

## Bekannte Schiffe mit turboelektrischem Antrieb

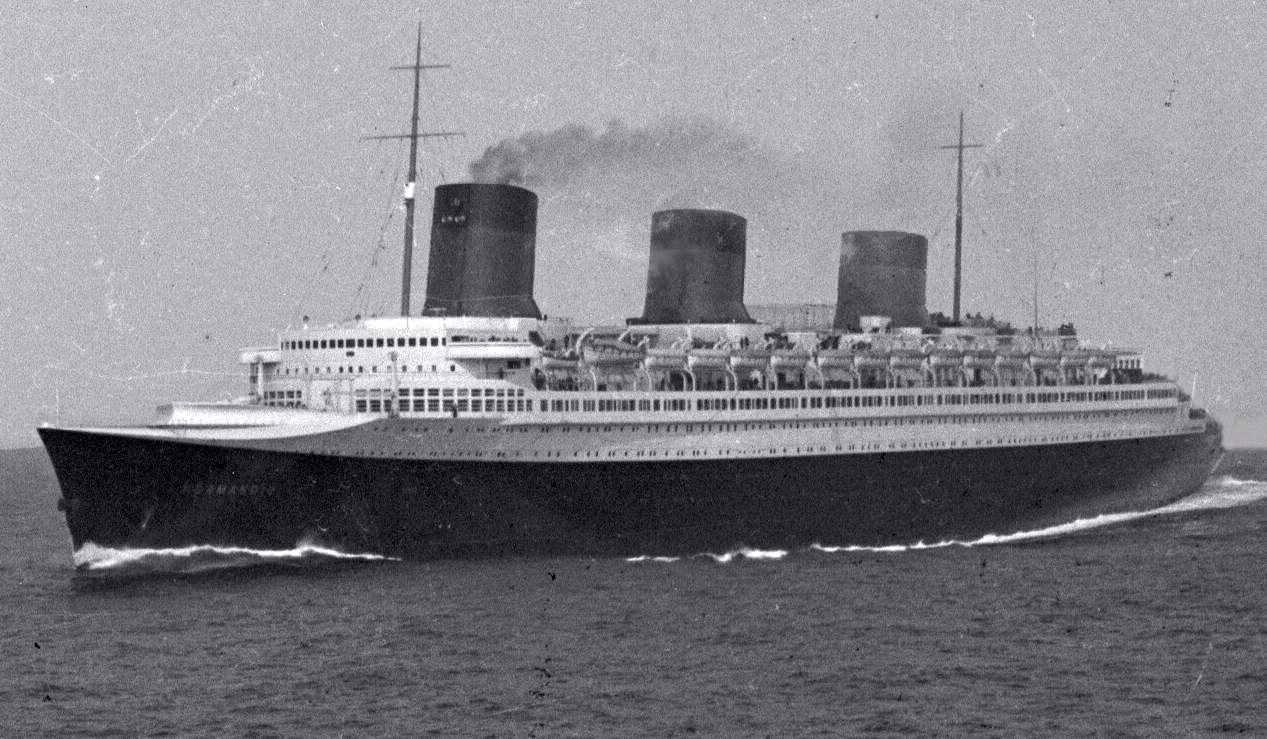
Die Normandie (1935)

- U-Boot Bergeschiff „Vulkan“ 1908 – Deutsches Reich
- Normandie – stärkstes jemals gebautes turboelektrisches Passagierschiff, Trägerin des Blauen Bandes

- Viceroy of India
- Strathaird
- Canberra
- Queen Mary 2
- Atomeisbrecher der Atomflot
- Atom-U-Boote verschiedenster Länder
- Schlachtschiffe der Colorado-Klasse